# Свети Теодор Тирон (Радилово)
Вижте пояснителната страница за други значения на Свети Теодор Тирон.
„Свети Теодор Тирон“ е българска православна църква, в село Радилово, България.

## История на храма
Построена е през 1818 година на мястото на по-стар дървен храм и така е една от най-старите в Пазарджишко. Архитекти на сградата са костурските майстори, преселници в Брацигово, Марко Зисо и Петър Чомпъл. Църквата е изгорена при потушаването на Априлското въстание в 1876 година и е възстановена в 1883 година.
Църквата е със статут на паметник на културата от местно значение.